# 十河清
十河 清（とおごう きよし、1948年〈昭和23年〉2月3日 - ）は、日本の地方公務員、航空実業家。高知県政策企画部長、高知県副知事、高知空港ビル社長などを歴任。瑞宝中綬章受章。

## 人物・経歴
高知学芸高校卒業、中央大学法学部卒業、1971年 高知県庁に入庁、中内力知事の秘書を長く務めた。1993年 (平成5年) から8年間、県教育委員会で教育次長等を歴任し、2002年 企画振興部長、2005年4月 財団法人高知県政策総合研究所を解散、2007年4月 政策企画部長。2008年1月 中西穂高の後任として高知県副知事就任。2009年5月 学校法人高知工科大学を解散。
県庁退職後の2012年6月 高知空港ビル代表取締役社長就任、2015年6月 ニッポン高度紙工業取締役、2021年 (令和3年) 6月 高知空港ビル社長を退任。他、日本赤十字社高知県支部長。

## 栄典
2018年、春の叙勲で地方自治功労により瑞宝中綬章を受章。